# ضريح الملا محمد شهر أشوب
ضريح الملا محمد شهر أشوب (بالفارسية: آرامگاه ملا محمد شهرآشوب) هو ضريح تاريخي يعود إلى القاجاريون، ويقع في مقاطعة بابل.